# Église Saints-Thomas
L’église Saints-Thomas (en anglais, Sts Thomas Church), appelée depuis 2008 dans sa forme longue The Minster Church of Sts Thomas, est un édifice religieux situé à Newport reconnu civilement comme étant le plus important de l’île de Wight au regard de la religion anglicane.

## Histoire
L’église originelle date de la fin du XIIe siècle ; consacrée à saint Thomas de Cantorbéry (Thomas Becket) (1118-1170), elle était connu sous le nom de Saint Thomas of Canterbury Church (en français, l’« église Saint-Thomas-de-Cantorbéry »). Plus tard, sous le règne du roi Henri VIII, lorsque Becket fut déclaré comme traître, la forme « de-Cantorbéry » tomba en désuétude. Cette appellation et l’ambigüe dédicace à saint Thomas a été par la suite supplantée au profit de saint Thomas l’Apôtre au sein de la communauté chrétienne.
À partir du XVIIIe siècle, l’état de détérioration de l’édifice rendant toute rénovation vaine, des fonds ont été levés pour construire une nouvelle église sur l’emplacement originel. La nouvelle église, construite entre 1854 et 1855, a été réalisée sur les plans de l’architecte S. W. Dawkes, de Cheltenham. En reflétant l’histoire du monument religieux, la nouvelle église a été à cette époque dédiée à la fois à saint Thomas l’Apôtre mais également à saint Thomas Beckett. La tour contient douze cloches.
Pour honorer son importance sur l’île et dans la vie civile, mais en même temps sans lui conférer un statut officiel au sein de l’Église anglicane elle-même, l’église a été désignée comme Minster aux Pâques de 2008 par l’évêque diocésain de Portsmouth (en), Kenneth Stevenson.

## Sépultures
L’église Saints-Thomas est également un lieu de sépulture :
1. la princesse Élisabeth d’Angleterre (1635-1650), fille de Charles Ier, roi d’Angleterre et d’Écosse, et de la princesse Henriette de France (la reine Victoria offre en 1856 un mémorial conçu par Carlo Marochetti) ;
2. sir Edward Horsey (en 1582).